# Neopolyptychus choveti
Neopolyptychus choveti là một loài bướm đêm thuộc họ Sphingidae. Nó được tìm thấy ở Cameroon.
Sải cánh dài 25–32 mm đối với con đực.